# ديريك جونسون (موسيقي)
ديريك جونسون (بالإنجليزية: Derek Johnson)‏ هو موسيقي وكاتب أغاني أمريكي، ولد في 5 مارس 1987 في روزلاون في الولايات المتحدة.